# Styrżnikowa Skałka

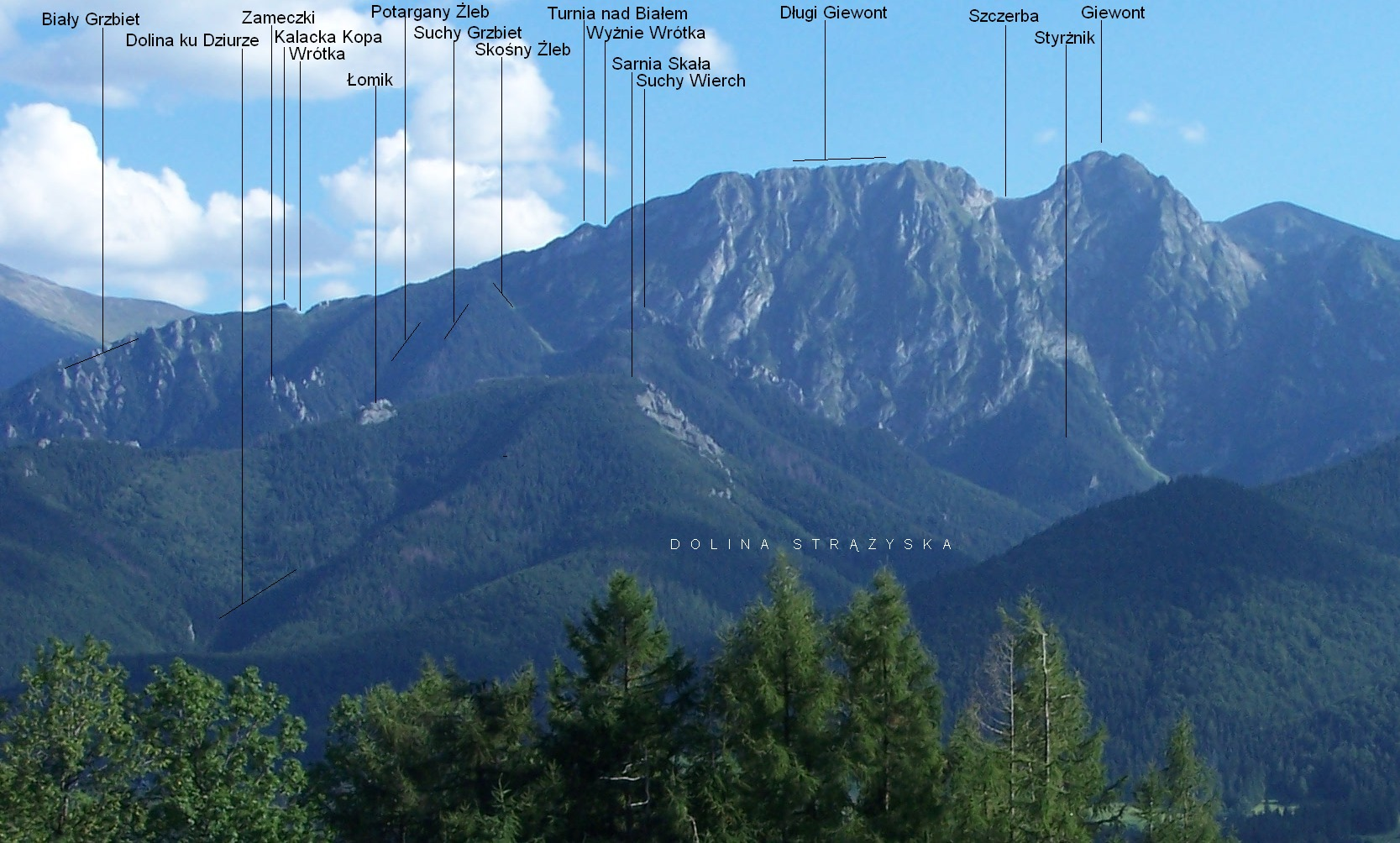
Nieopisana Styrżnikowa Skałka widoczna jest na Styrżniku

Styrżnikowa Skałka – skała znajdująca się w środkowej części grzbietu Styrżnika pod północnymi ścianami Długiego Giewontu w polskich Tatrach Zachodnich. Zbudowana ze skał węglanowych skała wznosi się ponad lasem. Znajduje się na obszarze ochrony ścisłej Regle Zakopiańskie zamkniętym dla turystów i taterników.